# لومبوک
لومبوک (انگلیسی: Lombok) یک جزیره در استان نوسا تنگارای اندونزی است. این جزیره بخشی از زنجیره جزایر سوندای کوچک است. این جزیره تقریباً به شکل یک دایره با یک «دُم» است. مساحت این جزیره نزدیک به ۴۵۱۴ کیلومتر مربع است. بزرگترین شهر این جزیره، ماتارام نام دارد. طبق سرشماری سال ۲۰۱۰ میلادی، جمعیت این جزیره نزدیک به ۳٬۱۷۰٬۰۰۰ نفر بوده‌است که طبق برآورد انجام شده در ژانویه سال ۲۰۱۴ میلادی این تعداد به ۳٬۳۱۱٬۰۴۴ نفر رسیده است.